# Epigraph (Mathematik)

Der Epigraph einer Funktion

In der Mathematik bezeichnet der Epigraph einer reellwertigen Funktion {\displaystyle f\colon X\to \mathbb {R} } die Menge aller Punkte, die auf oder über ihrem Graphen liegen.
{\displaystyle \operatorname {epi} f:=\left\{(x,\mu )\in X\times \mathbb {R} \,:\,f(x)\leq \mu \right\}\subseteq X\times \mathbb {R} }
Ist der Bildraum der Funktion der {\displaystyle \mathbb {R} ^{n}} versehen mit einer verallgemeinerten Ungleichung {\displaystyle \preccurlyeq _{K}}, so ist der Epigraph definiert als
{\displaystyle \operatorname {epi} f:=\left\{(x,\mu )\in X\times \mathbb {R} ^{n}\,:\,f(x)\preccurlyeq _{K}\mu \right\}\subseteq X\times \mathbb {R} ^{n}}.

## Eigenschaften

Der Epigraph einer konvexen Funktion ist eine konvexe Menge

Sei {\displaystyle X} ein normierter {\displaystyle \mathbb {R} }-Vektorraum. Für Funktionen {\displaystyle f\colon X\rightarrow \mathbb {R} } gilt:
- {\displaystyle f} ist genau dann konvex, wenn der Epigraph von {\displaystyle f} eine konvexe Menge bildet.
- {\displaystyle f} ist genau dann halbstetig von unten, wenn der Epigraph von {\displaystyle f} eine abgeschlossene Menge bildet.
- {\displaystyle f} ist genau dann schwach unterhalbstetig, wenn der Epigraph von {\displaystyle f} eine schwach folgenabgeschlossene Menge ist.
- Ist {\displaystyle f} eine affin-lineare Funktion, dann definiert ihr Epigraph einen Halbraum in {\displaystyle X}.

Ist der Bildraum der Funktion der {\displaystyle \mathbb {R} ^{n}}, so ist sie genau dann K-konvex, wenn der Epigraph konvex ist.